# Ferrocarril Buenos Aires al Puerto de la Ensenada

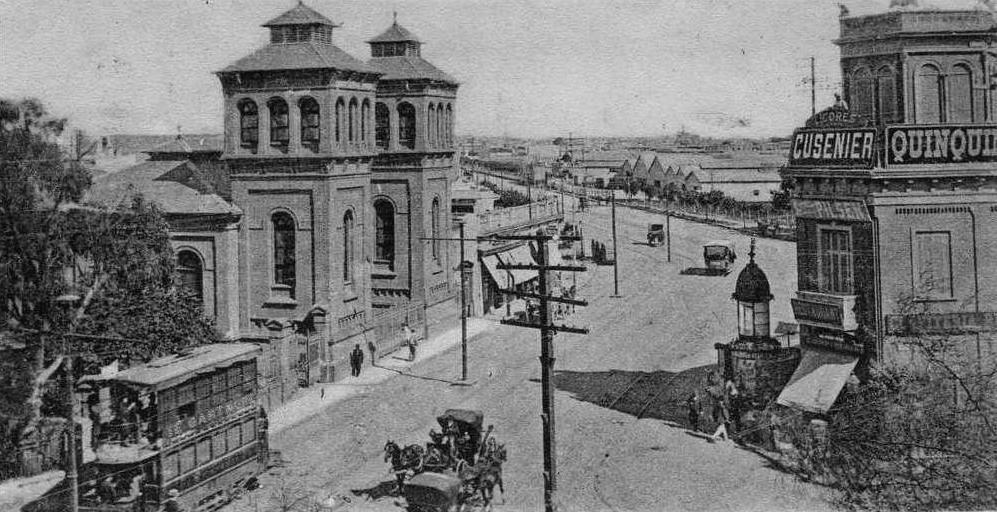
Estación Casa Amarilla ca. 1900.

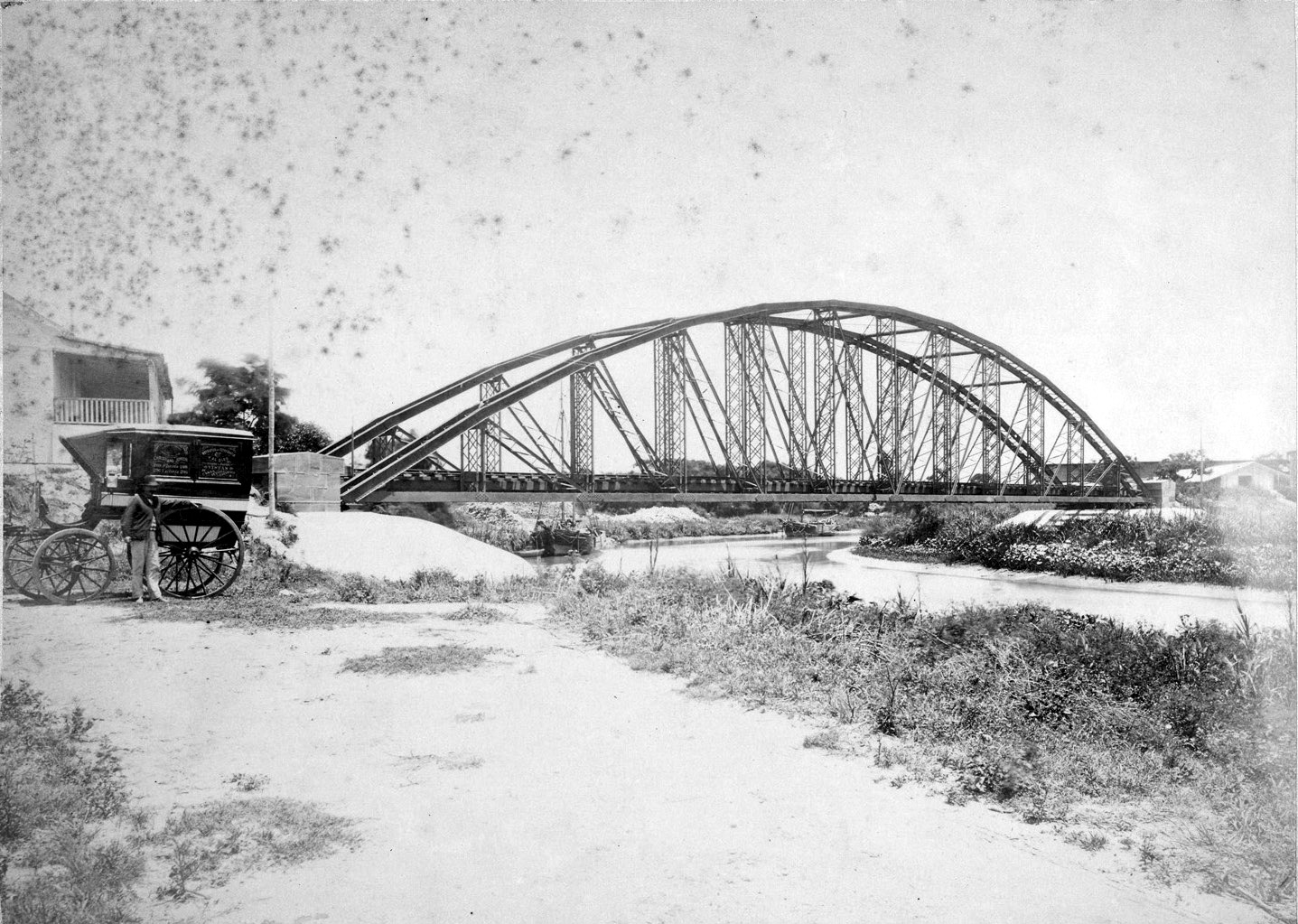
Puente por el cual el ferrocarril cruzaba el Riachuelo, fotografía de Christiano Junior (1876).

El Ferrocarril Buenos Aires al Puerto de la Ensenada (FCBAPE) fue una compañía de capitales británicos que construyó y operó una red de ferrocarriles de trocha ancha (1,676 m) en Argentina en el final del siglo XIX.

## Historia

### Construcción
En 1857, la Legislatura de la Provincia de Buenos Aires autorizó al Poder Ejecutivo provincial a otorgar la concesión de un ferrocarril entre la ciudad de Buenos Aires y la Ensenada de Barragán, en la margen derecha del Río de la Plata cerca de La Plata, que se convertiría en capital provincial en 1882. En 1860 se otorgó la concesión a Alfonso Lelièvre, quien en 1862 la traspasó a James C. Simpson, que a su vez la transmitió en 1863 al estadounidense Guillermo Wheelwright. Inicialmente conocido como Ferrocarril de La Boca, los trabajos en la línea comenzaron en 1863 desde la esquina de las actuales avenida Paseo Colón y la calle Venezuela, en el sitio que hoy ocupa la Escuela Técnica Otto Krause, cerca del centro de Buenos Aires. 
Desde la estación Venezuela, las vías pasaban por un viaducto hacia Casa Amarilla, General Brown, Barraca Peña hasta Tres Esquinas, llegando a este punto el 18 de septiembre de 1865. 
En 1866 se inauguró un ramal desde General Brown hasta el Muelle de La Boca. Desde Tres Esquinas, las vías cruzaban el Riachuelo y el 18 de abril de 1872 el ferrocarril llegó hasta Quilmes, y se inauguró la traza completa de 61 km hasta Ensenada el 31 de diciembre de 1872. Ese día se inauguró también la nueva estación terminal en Buenos Aires, en la intersección de la actual avenida Leandro N. Alem y la calle Bartolomé Mitre (a unos cien metros de la Casa Rosada), reemplazando a la provisoria construida en 1863. En 1872 se fundó la compañía Buenos Aires & Ensenada Port Railway (BA&EP), que se hizo cargo del ferrocarril fundado por Wheelwright.

### Desarrollo
La idea central alrededor del FCBAPE era vincular la capital con Ensenada, un lugar adecuado para un puerto moderno del que Buenos Aires carecía. Pero en 1880 se federaliza la ciudad de Buenos Aires (que hasta entonces era al mismo tiempo sede del gobierno nacional y del de la provincia) y en 1882 se funda la ciudad de La Plata como nueva capital provincial. El gobierno provincial decide que la ciudad debe estar conectada por ferrocarril al resto del país, pero que el enlace debía hacerlo el Ferrocarril Oeste (FCO), cuyas acciones pertenecían enteramente a la provincia. 
Así, el FCO construyó un ramal que empalmando con el BAPE en Ensenada, llegaba a La Plata pasando por Tolosa. En 1884 el FCO construyó un ramal desde Tolosa a la estación Pereyra del BAPE, con lo cual el tramo de este entre Pereyra y Ensenada dejó de utilizarse para acceder a La Plata. Entre 1883 y 1890 se construyó el puerto de La Plata, en Ensenada pero sobre el río Santiago, a cierta distancia del muelle del BAPE, con lo que este perdió parte de su importancia. El 1 de noviembre de 1889 se prolongó la vía desde la primitiva estación Ensenada hasta una nueva, más cercana a La Plata y su puerto.
En 1888 el Ferrocarril Oeste de Buenos Aires vendió el segmento Rufino de Elizalde-Magdalena del ramal que vinculaba este último con Tolosa, inaugurado el 15 de mayo de 1887, a la recién formada compañía del Ferrocarril Buenos Aires Ensenada y Costa Sur (BAE&SC), en la que el FCBAPE tenía participación. Esta compañía esbozó planes de extender la línea hacia Tandil y Balcarce, lo que entraba en conflicto con la concesión del Ferrocarril Sud, de capitales británicos. El litigio se resolvió por un acuerdo: el BAE&SC construiría su línea hasta Chascomús, y desde allí proseguiría el FCS. 
Pero BAE&SC era una suerte de compañía fantasma de capital especulativo y no construyó nada; además, se vio severamente afectada por la grave crisis financiera de 1890. BAE&SC arrendó entonces a perpetuidad el tramo que operaba al BAPE, a cambio del compromiso de este de continuar las obras de extensión. El BAPE planeó un ramal que, partiendo vías arriba de la estación J. Arditi, llegara hasta Punta Piedras. Este ramal solo se construyó parcialmente, hasta el paraje denominado Punta Rieles, habilitándose las estaciones Vieytes y Álvarez Jonte el 23 de diciembre de 1892, y realizó una extensión desde la estación Magdalena (años después Empalme Magdalena, cuando el FCS vinculó esta con el centro de la ciudad de Magdalena) con el puerto natural de Atalaya, tramo inaugurado el 1 de noviembre de 1893.

### Debacle y venta

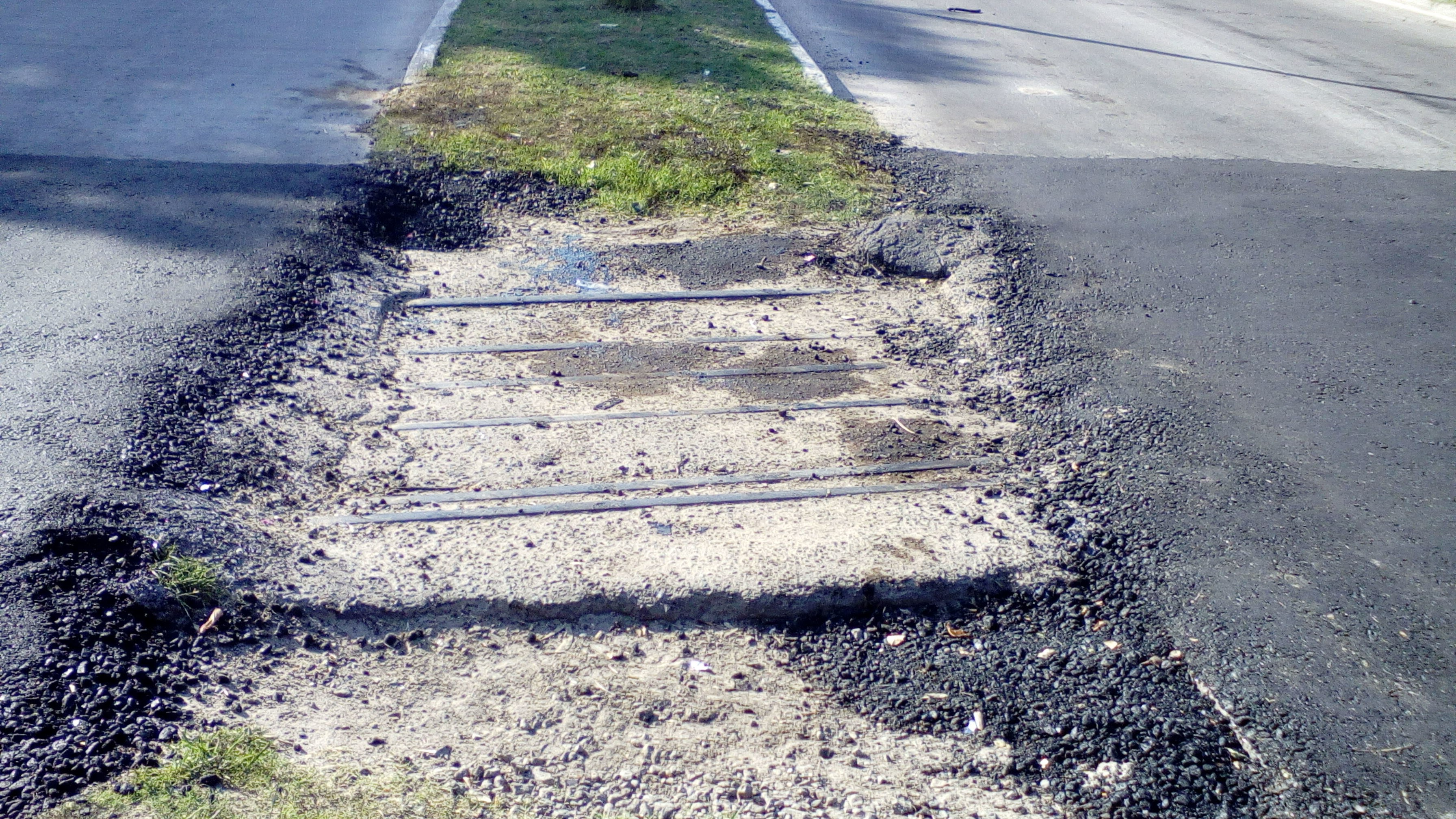
Actualmente, la mayoría de las vías del ferrocarril se encuentran cubiertas por asfalto.

A fines de 1890 el FCBAPE adquirió al FCO el ramal Lomas de Tolosa (luego Ringuelet) - Ferrari (luego Brandsen)(Ramal Ringuelet - Brandsen), donde empalmaba con el FCS. Mientras tanto, en marzo de 1890 el FCS había adquirido toda la red del estatal FCO en La Plata y sus alrededores. Al FCBAPE le fue negada la autorización para extender la línea desde su terminal de Ensenada al nuevo puerto de La Plata; para llegar a este, debía hacerlo a través del tendido de su mayor competidor, el FCS. Por otra parte, la finalización de la construcción del puerto de Buenos Aires en 1897 puso en crisis a la compañía, al disminuir sensiblemente el volumen de tráfico entre sus terminales principales. La Estación Central se incendió el 14 de febrero de 1897, por lo que el ferrocarril volvió a operar desde la antigua terminal de Paseo Colón y Venezuela; pero poco después se trasladó la terminal a Casa Amarilla, construyéndose sobre el viaducto que ocupaba la traza del ferrocarril la actual avenida Paseo Colón, para permitir la urbanización de la zona y la finalización de las obras del Puerto Madero. Finalmente, el Ferrocarril Sud adquirió el FCBAPE el 1 de julio de 1898. En 1909 el FCS completó la unión del extremo norte del ramal con su propia traza desde la estación Plaza Constitución.
El gobierno de Juan Domingo Perón con la firma de Miguel Miranda y del representante de las compañías ferroviarias de capital británico, John Montague Eddy, el 13 de febrero de 1947 se firmó el acta de compra (Convenio Miranda-Eddy) de los ferrocarriles de propiedad británica, entre ellos el Ferrocarril del Sud. La empresa era dueña del Ferrocarril Buenos Aires, Ensenada y Costa Sud y del Ferrocarril Bahía Blanca al Noroeste, cuya fusión no se había producido formalmente, y de la mitad del Ferrocarril Midland de Buenos Aires. Tenía también participación en las empresas no ferroviarias Buenos Ayres Southern Dock y Bahia Blanca Waterworks y recibió por todos sus activos 50 557 222 libras esterlinas, de las cuales 533 115 correspondieron al Ferrocarril Buenos Aires al Puerto de la Ensenada. Por decreto nacional n.º 5789/48 de 28 de febrero de 1948 se dispuso que el 1 de marzo de 1948 el Gobierno argentino tomara formal posesión de los ferrocarriles británicos.